# Vesícula (dermatologia)

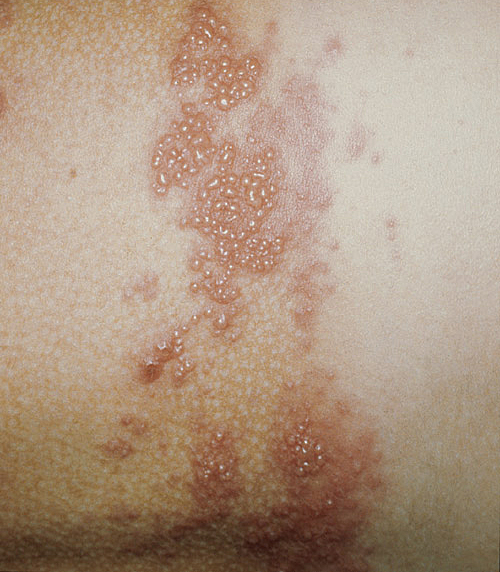
Lesões em vesícula encontradas no herpes zoster.

Vesícula é uma lesão da pele. Em dermatologia, vesícula é essencialmente uma bolha, uma formação arredondada, contendo líquido em seu interior, mas dela se diferindo em tamanho e pela profundidade de localização na pele. 
A vesícula é pequena, enquanto as bolhas podem ser grandes. Elas são sempre localizadas na camada mais superficial da pele, a epiderme, ou na camada mais superficial das mucosas. As bolhas podem se localizar tanto na camada superficial, epiderme, quanto mais profundamente na camada sub-epidérmica. A vesícula é uma estrutura uniformemente arredondada, enquanto as bolhas podem ser irregulares e nelas podemos identificar o assoalho e o teto da lesão. 